# Leonhard Rauwolf

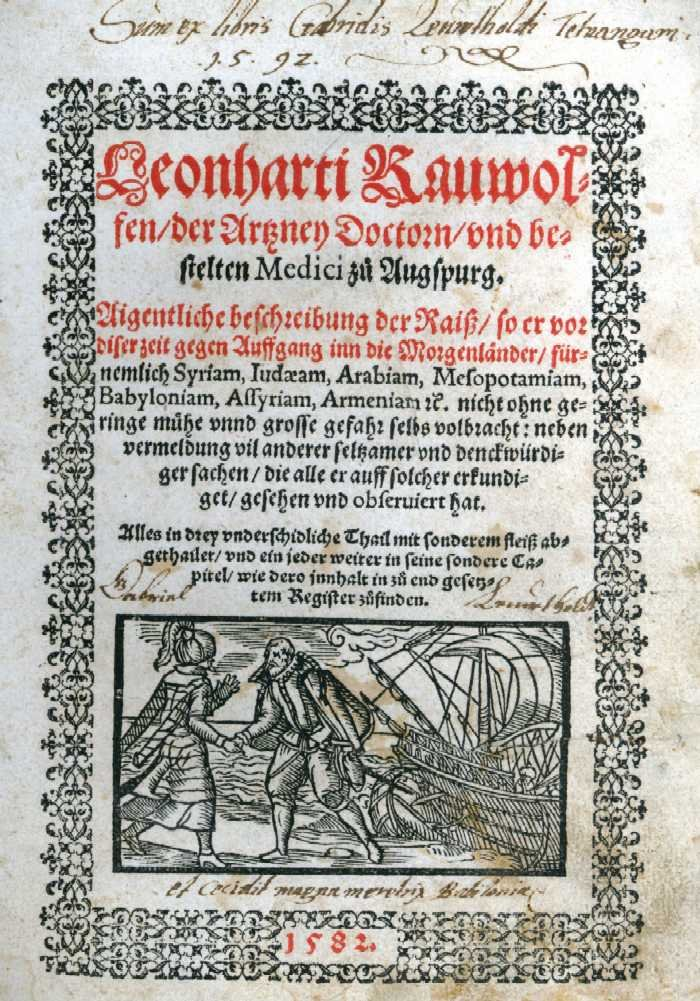
Karta tytułowa dzieła Leonharda Rauwolfa (1582)

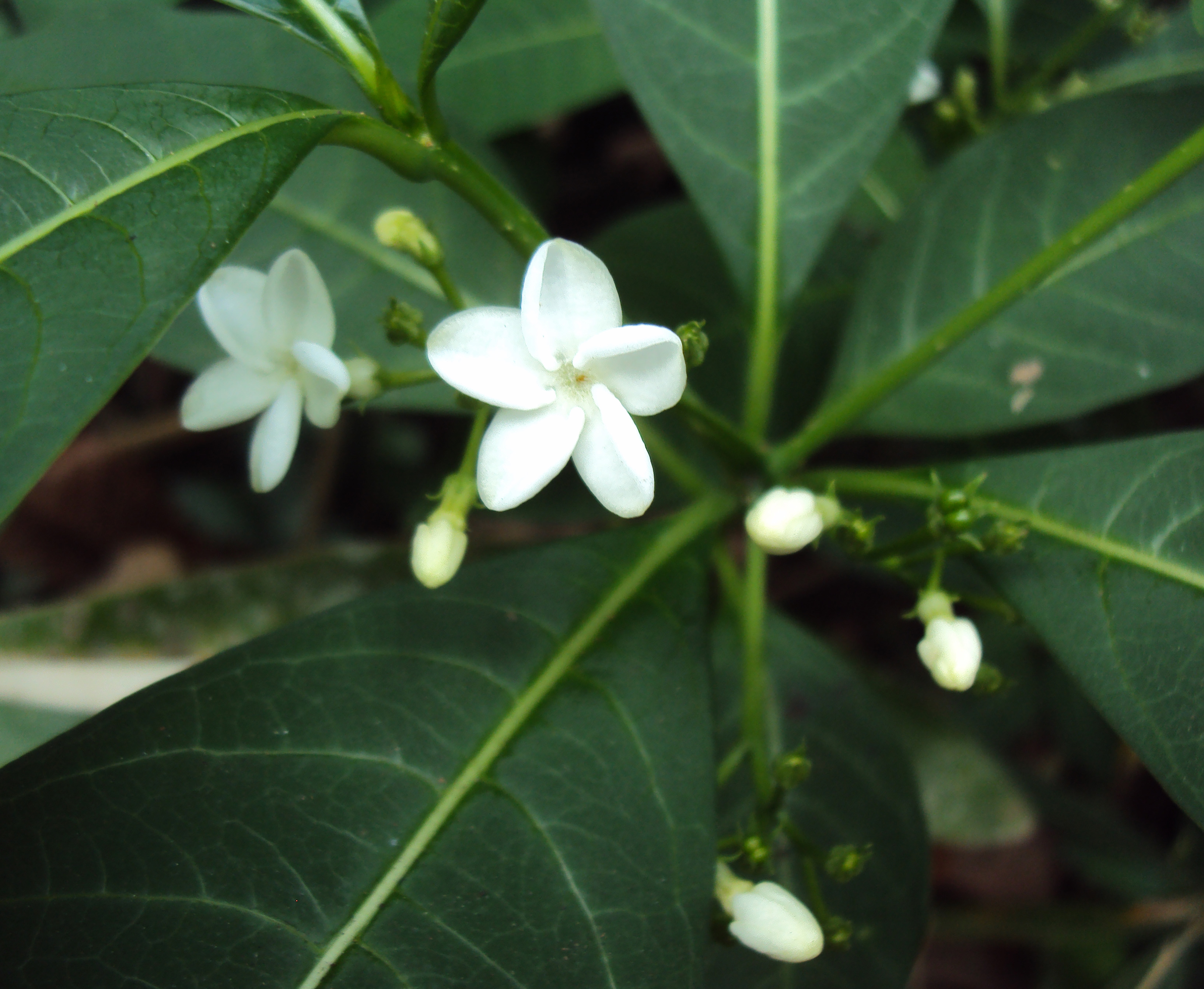
Rauvolfia verticillata z rodzaju nazwanego na jego cześć

Leonhard Rauwolf (zwany także Rauwolff) (ur. 21 czerwca 1535 w Augsburgu zm. 15 września 1596 w Waitzen) – niemiecki lekarz, botanik, podróżnik.
Był uczniem Guillaume Rondelet w 1560. W 1565 odbywał praktyki medyczne w Augsburgu. W tym samym roku poślubił Reginę Jung, córkę patrycjusza, doktora Ambrosiusa Junga juniora.
W 1573 rozpoczął trzyletnią podróż na Bliski Wschód. Tak daleka wyprawa możliwa była dzięki finansowemu wsparciu jego brata, który spodziewał się zysków ze sprzedaży nowo odkrytych roślin. Leonhard Rauwolf oprócz botanicznych badań zapisuje swoje wrażenia z podróży, zwyczaje i dokonania obcych kultur.
Był pierwszym europejskim autorem opisującym przygotowanie i picie kawy:

Bardzo dobry napój, aromatyczny, niemal tak czarny jak atrament i bardzo dobry w chorobach. Należy pić go rano, wcześnie, najlepiej na otwartej przestrzeni, spokojnie i powoli, zaparzać w glinianym kubku, długo.

W 1573 odwiedził Konstantynopol, w 1574 był w Bagdadzie, a w rok później dotarł do Jerozolimy. Około 1576 opublikował wyniki swoich botanicznych wypraw w dziele Viertes Kreutterbuech - darein vil schoene und frembde Kreutter.
W 1582 ogłosił w Niemczech Aigentliche Beschreibung der Raiß inn die Morgenländerin, dziennik z podróży (ukazał się także w języku polskim i holenderskim). Dziennik pisał z punktu widzenia protestanckiego pielgrzyma. Jego spostrzeżenia z Jerozolimy i życia mnichów na Bliskim Wschodzie, zarówno chrześcijańskich jak i muzułmańskich, są szczególnie wartościowe dla historii.
W 1588 powrócił do katolicyzmu i stał się liderem augsburskiej opozycji protestanckiej.
W 1596 wstąpił do wojska cesarskiego walcząc z Turkami na Węgrzech, gdzie zmarł.

## Odniesienia do dzieł Leonharda Rauwolfa
- Karl H. Dannenfeldt, Leonard Rauwolf, sixteenth-century physician, botanist, and traveller. Cambridge (Mass) 1968.
- Ray, John. Ray, John. FRS.Collection of Curious Travels & Voyages in two tomes the first containing Dr. Leonhart Rauwolff's Itinerary into the eastern countries ..., the second taking in many parts of Greece, Asia Minor, Egypt, Arabia Felix and Patraea, Ethiopia, the Red-Sea. Published in 1693. Marseille 1900 s. 9-11.
- Franz Babinger, "Leonhard Rauwolf, ein Augsburger Botaniker und Ostenreisender des sechzehnten Jahrhunderts," Archiv für die Geschichte der Naturwissenschaften und der Technik, 4 (1913), 148-61.

## Upamiętnienie
Rodzaj Rauvolfia Plum. Ex L. (toinowate) został nazwany na jego cześć.